# 6 Heures de Watkins Glen 2022
Navigation
Édition précédente Édition suivante
La 71e édition des 6 Heures de Watkins Glen se déroule du 23 juin 2022 au 26 juin 2022. Il s'agit de la septième manche du championnat  WeatherTech SportsCar Championship 2022  et de la troisième manche de la mini série Michelin Endurance Cup (ou MEC).

## Circuit
Le Watkins Glen International (surnommé « The Glen ») est un circuit automobile situé près de Watkins Glen, dans l'État de New York aux États-Unis, à la pointe sud du Lac Seneca.

## Engagés

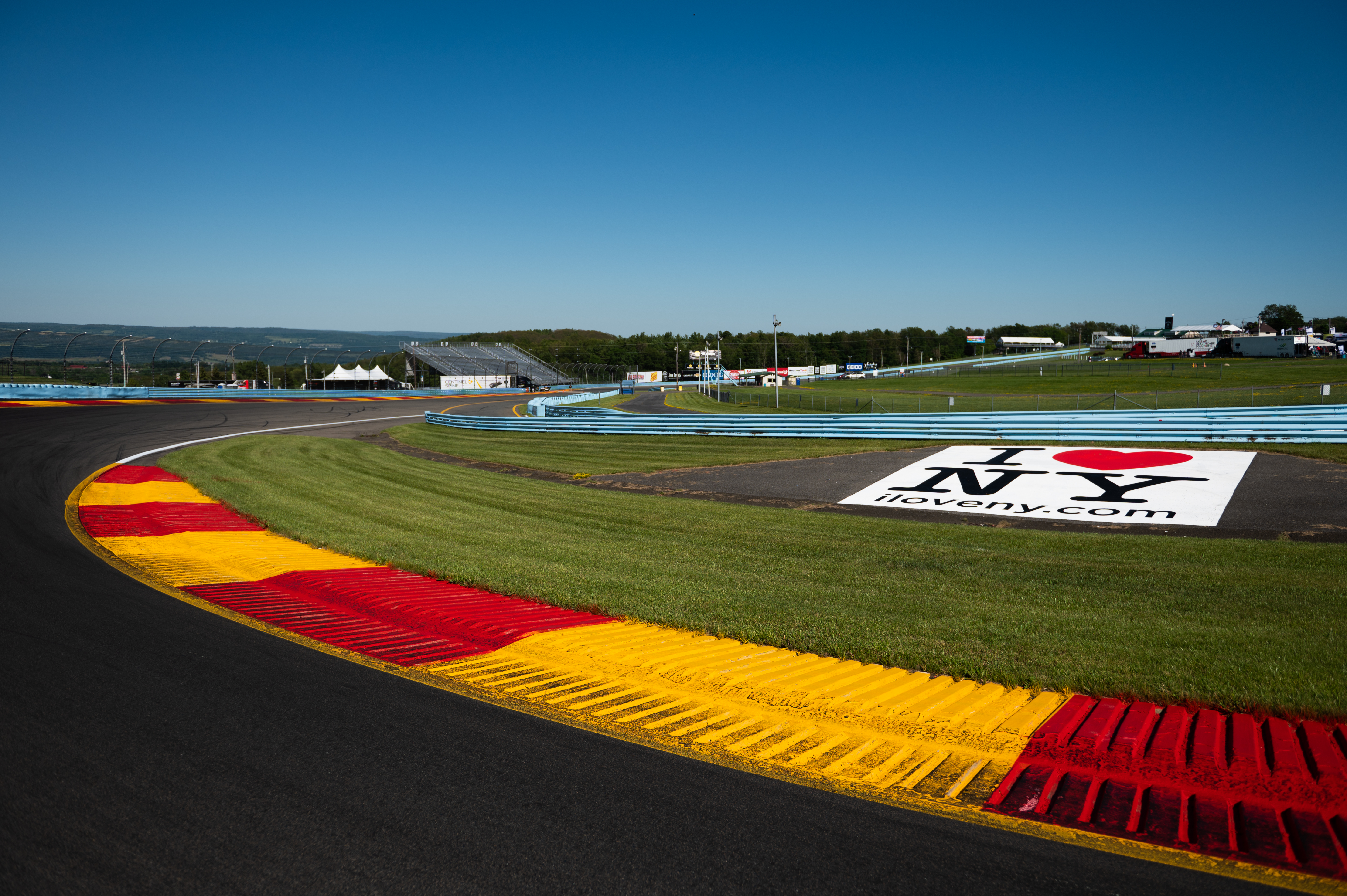
La piste de Watkins Glen International lors des 6 Heures de Watkins Glen 2021

La liste officielle des engagés était composée de 49 voitures, dont 7 en DPi, 7 en LMP2, 11 en LMP3, 7 en GTD Pro et 17 GTD,.

## Course

### Classement de la course
Voici le classement provisoire au terme de la course.
- Les vainqueurs de chaque catégorie sont signalés par un fond jauni.
- Pour la colonne Pneus, il faut passer le curseur au-dessus du modèle pour connaître le manufacturier de pneumatiques.

| Pos     | Classe  | no | Écurie                                 | Pilotes                                               | Châssis                                 | Pneus | Tours | Temps               |
| ------- | ------- | -- | -------------------------------------- | ----------------------------------------------------- | --------------------------------------- | ----- | ----- | ------------------- |
| Pos     | Classe  | no | Écurie                                 | Pilotes                                               | Moteur                                  | Pneus | Tours | Temps               |
| 1       | DPi     | 10 | Konica Minolta Acura                   | Filipe Albuquerque Ricky Taylor                       | Acura ARX-05                            | M     | 162   | 6 h 10 min 17 s 401 |
| 1       | DPi     | 10 | Konica Minolta Acura                   | Filipe Albuquerque Ricky Taylor                       | Acura AR35TT 3,5 L V6 Turbo             | M     | 162   | 6 h 10 min 17 s 401 |
| 2       | DPi     | 60 | Meyer Shank Racing avec Curb Agajanian | Tom Blomqvist Oliver Jarvis                           | Acura ARX-05                            | M     | 162   | + 0 s 861           |
| 2       | DPi     | 60 | Meyer Shank Racing avec Curb Agajanian | Tom Blomqvist Oliver Jarvis                           | Acura AR35TT 3,5 L V6 Turbo             | M     | 162   | + 0 s 861           |
| 3       | DPi     | 01 | Cadillac Racing                        | Sébastien Bourdais Renger van der Zande               | Cadillac DPi-V.R                        | M     | 162   | + 2 s 267           |
| 3       | DPi     | 01 | Cadillac Racing                        | Sébastien Bourdais Renger van der Zande               | Cadillac 5,5 L V8 Atmo                  | M     | 162   | + 2 s 267           |
| 4       | DPi     | 02 | Cadillac Racing                        | Earl Bamber Alex Lynn                                 | Cadillac DPi-V.R                        | M     | 162   | + 4 s 176           |
| 4       | DPi     | 02 | Cadillac Racing                        | Earl Bamber Alex Lynn                                 | Cadillac 5,5 L V8 Atmo                  | M     | 162   | + 4 s 176           |
| 5       | DPi     | 31 | Whelen Engineering Racing              | Olivier Pla Pipo Derani Mike Conway                   | Cadillac DPi-V.R                        | M     | 162   | + 4 s 211           |
| 5       | DPi     | 31 | Whelen Engineering Racing              | Olivier Pla Pipo Derani Mike Conway                   | Cadillac 5,5 L V8 Atmo                  | M     | 162   | + 4 s 211           |
| 6       | DPi     | 48 | Ally Cadillac Racing                   | Mike Rockenfeller Kamui Kobayashi Jimmie Johnson      | Cadillac DPi-V.R                        | M     | 161   | + 1 tour            |
| 6       | DPi     | 48 | Ally Cadillac Racing                   | Mike Rockenfeller Kamui Kobayashi Jimmie Johnson      | Cadillac 5,5 L V8 Atmo                  | M     | 161   | + 1 tour            |
| 7       | DPi     | 5  | JDC Miller Motorsports                 | Loïc Duval Tristan Vautier Richard Westbrook          | Cadillac DPi-V.R                        | M     | 160   | + 2 tours           |
| 7       | DPi     | 5  | JDC Miller Motorsports                 | Loïc Duval Tristan Vautier Richard Westbrook          | Cadillac 5,5 L V8 Atmo                  | M     | 160   | + 2 tours           |
| 8       | LMP2    | 52 | PR1/Mathiasen Motorsports              | Scott Huffaker Mikkel Jensen Ben Keating              | Oreca 07                                | M     | 160   | + 2 tours           |
| 8       | LMP2    | 52 | PR1/Mathiasen Motorsports              | Scott Huffaker Mikkel Jensen Ben Keating              | Gibson GK428 4,2 L V8 Atmo              | M     | 160   | + 2 tours           |
| 9       | LMP2    | 8  | Tower Motorsport                       | Rui Andrade Louis Delétraz John Farano                | Oreca 07                                | M     | 160   | + 2 tours           |
| 9       | LMP2    | 8  | Tower Motorsport                       | Rui Andrade Louis Delétraz John Farano                | Gibson GK428 4,2 L V8 Atmo              | M     | 160   | + 2 tours           |
| 10      | LMP2    | 29 | Racing Team Nederland                  | Frits van Eerd Giedo van der Garde Dylan Murry        | Oreca 07                                | M     | 160   | + 2 tours           |
| 10      | LMP2    | 29 | Racing Team Nederland                  | Frits van Eerd Giedo van der Garde Dylan Murry        | Gibson GK428 4,2 L V8 Atmo              | M     | 160   | + 2 tours           |
| 11      | LMP2    | 20 | High Class Racing                      | Dennis Andersen Anders Fjordbach Fabio Scherer        | Oreca 07                                | M     | 160   | + 2 tours           |
| 11      | LMP2    | 20 | High Class Racing                      | Dennis Andersen Anders Fjordbach Fabio Scherer        | Gibson GK428 4,2 L V8 Atmo              | M     | 160   | + 2 tours           |
| 12      | LMP2    | 81 | DragonSpeed USA                        | Henrik Hedman Juan Pablo Montoya Sebastián Montoya    | Oreca 07                                | M     | 159   | + 3 tours           |
| 12      | LMP2    | 81 | DragonSpeed USA                        | Henrik Hedman Juan Pablo Montoya Sebastián Montoya    | Gibson GK428 4,2 L V8 Atmo              | M     | 159   | + 3 tours           |
| 13      | LMP2    | 11 | PR1/Mathiasen Motorsports              | Jonathan Bomarito Josh Pierson Steven Thomas          | Oreca 07                                | M     | 159   | + 3 tours           |
| 13      | LMP2    | 11 | PR1/Mathiasen Motorsports              | Jonathan Bomarito Josh Pierson Steven Thomas          | Gibson GK428 4,2 L V8 Atmo              | M     | 159   | + 3 tours           |
| 14      | LMP2    | 18 | Era Motorsport                         | Ryan Dalziel Dwight Merriman Kyle Tilley              | Oreca 07                                | M     | 158   | + 4 tours           |
| 14      | LMP2    | 18 | Era Motorsport                         | Ryan Dalziel Dwight Merriman Kyle Tilley              | Gibson GK428 4,2 L V8 Atmo              | M     | 158   | + 4 tours           |
| 15      | LMP3    | 74 | Riley Motorsports                      | Kay van Berlo Felipe Fraga Gar Robinson               | Ligier JS P320                          | M     | 154   | + 8 tours           |
| 15      | LMP3    | 74 | Riley Motorsports                      | Kay van Berlo Felipe Fraga Gar Robinson               | Nissan VK56DE 5,6 L V8 Atmo             | M     | 154   | + 8 tours           |
| 16      | LMP3    | 54 | CORE Autosport                         | Jon Bennett (en) Colin Braun George Kurtz             | Ligier JS P320                          | M     | 153   | + 9 tours           |
| 16      | LMP3    | 54 | CORE Autosport                         | Jon Bennett (en) Colin Braun George Kurtz             | Nissan VK56DE 5,6 L V8 Atmo             | M     | 153   | + 9 tours           |
| 17      | LMP3    | 38 | Performance Tech Motorsports           | Dan Goldburg Rasmus Lindh (en) Cameron Shields (en)   | Ligier JS P320                          | M     | 153   | + 9 tours           |
| 17      | LMP3    | 38 | Performance Tech Motorsports           | Dan Goldburg Rasmus Lindh (en) Cameron Shields (en)   | Nissan VK56DE 5,6 L V8 Atmo             | M     | 153   | + 9 tours           |
| 18      | LMP3    | 40 | FastMD Racing                          | Nicolas Varrone Max Hanratty James Vance              | Duqueine M30 - D08                      | M     | 151   | + 11 tours          |
| 18      | LMP3    | 40 | FastMD Racing                          | Nicolas Varrone Max Hanratty James Vance              | Nissan VK56DE 5,6 L V8 Atmo             | M     | 151   | + 11 tours          |
| 19      | GTD     | 27 | Heart of Racing Team                   | Roman De Angelis (en) Maxime Martin Ian James         | Aston Martin Vantage AMR GT3            | M     | 148   | + 14 tours          |
| 19      | GTD     | 27 | Heart of Racing Team                   | Roman De Angelis (en) Maxime Martin Ian James         | Aston Martin 4,0 L V8 Turbo             | M     | 148   | + 14 tours          |
| 20      | GTD     | 70 | Inception Racing                       | Brendan Iribe Ollie Millroy Jordan Pepper             | McLaren 720S GT3                        | M     | 147   | + 15 tours          |
| 20      | GTD     | 70 | Inception Racing                       | Brendan Iribe Ollie Millroy Jordan Pepper             | McLaren M840T 4,0 l V8 Bi-Turbo         | M     | 147   | + 15 tours          |
| 21      | GTD     | 96 | Turner Motorsport                      | Michael Dinan Bill Auberlen Robby Foley               | BMW M4 GT3                              | M     | 147   | + 15 tours          |
| 21      | GTD     | 96 | Turner Motorsport                      | Michael Dinan Bill Auberlen Robby Foley               | BMW S58B30T0 3,0 L i6 M TwinPower Turbo | M     | 147   | + 15 tours          |
| 22      | GTD Pro | 23 | Heart of Racing Team                   | Ross Gunn Alex Riberas                                | Aston Martin Vantage AMR GT3            | M     | 147   | + 15 tours          |
| 22      | GTD Pro | 23 | Heart of Racing Team                   | Ross Gunn Alex Riberas                                | Aston Martin 4,0 L V8 Turbo             | M     | 147   | + 15 tours          |
| 23      | GTD     | 47 | Cetilar Racing                         | Antonio Fuoco Roberto Lacorte Giorgio Sernagiotto     | Ferrari 488 GT3 Evo 2020                | M     | 147   | + 15 tours          |
| 23      | GTD     | 47 | Cetilar Racing                         | Antonio Fuoco Roberto Lacorte Giorgio Sernagiotto     | Ferrari F154CB 3,9 L V8 Turbo           | M     | 147   | + 15 tours          |
| 24      | GTD Pro | 62 | Risi Competizione                      | Davide Rigon Daniel Serra                             | Ferrari 488 GT3 Evo 2020                | M     | 147   | + 15 tours          |
| 24      | GTD Pro | 62 | Risi Competizione                      | Davide Rigon Daniel Serra                             | Ferrari F154CB 3,9 L V8 Turbo           | M     | 147   | + 15 tours          |
| 25      | GTD     | 44 | Magnus Racing                          | Andy Lally John Potter Spencer Pumpelly               | Aston Martin Vantage AMR GT3            | M     | 147   | + 15 tours          |
| 25      | GTD     | 44 | Magnus Racing                          | Andy Lally John Potter Spencer Pumpelly               | Aston Martin 4,0 L V8 Turbo             | M     | 147   | + 15 tours          |
| 26      | GTD Pro | 9  | Pfaff Motorsports                      | Matt Campbell Mathieu Jaminet                         | Porsche 911 GT3 R                       | M     | 147   | + 15 tours          |
| 26      | GTD Pro | 9  | Pfaff Motorsports                      | Matt Campbell Mathieu Jaminet                         | Porsche MA1.76/MDG.G 4,0 L Flat-6 Atmo  | M     | 147   | + 15 tours          |
| 27      | GTD Pro | 14 | Vasser-Sullivan Racing                 | Kyle Kirkwood Ben Barnicoat                           | Lexus RC F GT3                          | M     | 147   | + 15 tours          |
| 27      | GTD Pro | 14 | Vasser-Sullivan Racing                 | Kyle Kirkwood Ben Barnicoat                           | Toyota 2UR 5,0 L V8 Atmo                | M     | 147   | + 15 tours          |
| 28      | GTD Pro | 79 | WeatherTech Racing                     | Mikaël Grenier Cooper MacNeil Maro Engel              | Mercedes-AMG GT3 Evo                    | M     | 147   | + 15 tours          |
| 28      | GTD Pro | 79 | WeatherTech Racing                     | Mikaël Grenier Cooper MacNeil Maro Engel              | Mercedes-Benz M159 6,2 L V8 Atmo        | M     | 147   | + 15 tours          |
| 29      | GTD Pro | 3  | Corvette Racing                        | Antonio García Jordan Taylor                          | Chevrolet Corvette C8.R GTD             | M     | 147   | + 15 tours          |
| 29      | GTD Pro | 3  | Corvette Racing                        | Antonio García Jordan Taylor                          | Chevrolet 5,5 L V8 Atmo                 | M     | 147   | + 15 tours          |
| 30      | GTD Pro | 25 | BMW Team RLL                           | Connor De Phillippi John Edwards Augusto Farfus       | BMW M4 GT3                              | M     | 148   | + 14 tours          |
| 30      | GTD Pro | 25 | BMW Team RLL                           | Connor De Phillippi John Edwards Augusto Farfus       | BMW S58B30T0 3,0 L i6 M TwinPower Turbo | M     | 148   | + 14 tours          |
| 31      | GTD     | 16 | Wright Motorsports                     | Ryan Hardwick Jan Heylen Zacharie Robichon            | Porsche 911 GT3 R                       | M     | 146   | + 16 tours          |
| 31      | GTD     | 16 | Wright Motorsports                     | Ryan Hardwick Jan Heylen Zacharie Robichon            | Porsche MA1.76/MDG.G 4,0 L Flat-6 Atmo  | M     | 146   | + 16 tours          |
| 32      | LMP3    | 33 | Sean Creech Motorsport                 | João Barbosa Malthe Jakobsen Lance Willsey            | Ligier JS P320                          | M     | 132   | + 30 tours          |
| 32      | LMP3    | 33 | Sean Creech Motorsport                 | João Barbosa Malthe Jakobsen Lance Willsey            | Nissan VK56DE 5,6 L V8 Atmo             | M     | 132   | + 30 tours          |
| 33 Abd. | GTD     | 39 | CarBahn avec Peregrine Racing          | Corey Lewis Robert Megennis Jeff Westphal             | Lamborghini Huracán GT3 Evo             | M     | 129   |                     |
| 33 Abd. | GTD     | 39 | CarBahn avec Peregrine Racing          | Corey Lewis Robert Megennis Jeff Westphal             | Lamborghini 5,2 L V10 Atmo              | M     | 129   |                     |
| 34 Abd. | LMP3    | 30 | Jr III Racing                          | Ari Balogh Garett Grist Nolan Siegel                  | Ligier JS P320                          | M     | 126   |                     |
| 34 Abd. | LMP3    | 30 | Jr III Racing                          | Ari Balogh Garett Grist Nolan Siegel                  | Nissan VK56DE 5,6 L V8 Atmo             | M     | 126   |                     |
| 35 Abd. | LMP3    | 58 | MLT Motorsports                        | Dakota Dickerson Josh Sarchet Tyler Maxson            | Ligier JS P320                          | M     | 108   |                     |
| 35 Abd. | LMP3    | 58 | MLT Motorsports                        | Dakota Dickerson Josh Sarchet Tyler Maxson            | Nissan VK56DE 5,6 L V8 Atmo             | M     | 108   |                     |
| 36 Abd. | GTD     | 21 | AF Corse                               | Luís Pérez Companc Simon Mann Toni Vilander           | Ferrari 488 GT3 Evo 2020                | M     | 76    |                     |
| 36 Abd. | GTD     | 21 | AF Corse                               | Luís Pérez Companc Simon Mann Toni Vilander           | Ferrari F154CB 3,9 L V8 Turbo           | M     | 76    |                     |
| 37 Abd. | LMP3    | 7  | Forty7 Motorsports                     | Anthony Mantella Matthew Bell Wayne Boyd              | Duqueine M30 - D08                      | M     | 67    |                     |
| 37 Abd. | LMP3    | 7  | Forty7 Motorsports                     | Anthony Mantella Matthew Bell Wayne Boyd              | Nissan VK56DE 5,6 L V8 Atmo             | M     | 67    |                     |
| 38 Abd. | GTD     | 66 | Gradient Racing                        | Till Bechtolsheimer Mario Farnbacher Kyffin Simpson   | Acura NSX GT3 Evo22                     | M     | 44    |                     |
| 38 Abd. | GTD     | 66 | Gradient Racing                        | Till Bechtolsheimer Mario Farnbacher Kyffin Simpson   | Acura 3,5 L V6 Turbo                    | M     | 44    |                     |
| 39      | GTD     | 32 | Gilbert / Korthoff Motorsports         | Mike Skeen (en) Stevan McAleer Dirk Müller            | Mercedes-AMG GT3 Evo                    | M     | 138   | + 24 tours          |
| 39      | GTD     | 32 | Gilbert / Korthoff Motorsports         | Mike Skeen (en) Stevan McAleer Dirk Müller            | Mercedes-Benz M159 6,2 L V8 Atmo        | M     | 138   | + 24 tours          |
| 40      | GTD     | 57 | Winward Racing                         | Marvin Dienst (en) Philip Ellis Russell Ward (en)     | Mercedes-AMG GT3 Evo                    | M     | 148   | + 14 tours          |
| 40      | GTD     | 57 | Winward Racing                         | Marvin Dienst (en) Philip Ellis Russell Ward (en)     | Mercedes-Benz M159 6,2 L V8 Atmo        | M     | 148   | + 14 tours          |
| 41      | GTD     | 42 | NTe Sport/SSR                          | Don Yount Jaden Conwright Marco Holzer                | Lamborghini Huracán GT3 Evo             | M     | 147   | + 15 tours          |
| 41      | GTD     | 42 | NTe Sport/SSR                          | Don Yount Jaden Conwright Marco Holzer                | Lamborghini 5,2 L V10 Atmo              | M     | 147   | + 15 tours          |
| 42 Abd. | GTD     | 1  | Paul Miller Racing                     | Erik Johansson Bryan Sellers Madison Snow             | BMW M4 GT3                              | M     | 144   |                     |
| 42 Abd. | GTD     | 1  | Paul Miller Racing                     | Erik Johansson Bryan Sellers Madison Snow             | BMW S58B30T0 3,0 L i6 M TwinPower Turbo | M     | 144   |                     |
| 43      | GTD     | 99 | Team Hardpoint                         | Rob Ferriol Katherine Legge Stefan Wilson             | Porsche 911 GT3 R                       | M     | 145   | + 17 tours          |
| 43      | GTD     | 99 | Team Hardpoint                         | Rob Ferriol Katherine Legge Stefan Wilson             | Porsche MA1.76/MDG.G 4,0 L Flat-6 Atmo  | M     | 145   | + 17 tours          |
| 44      | GTD     | 59 | Crucial Motorsports                    | Patrick Gallagher (en) Paul Holton Jon Miller         | McLaren 720S GT3                        | M     | 146   | + 16 tours          |
| 44      | GTD     | 59 | Crucial Motorsports                    | Patrick Gallagher (en) Paul Holton Jon Miller         | McLaren M840T 4,0 l V8 Bi-Turbo         | M     | 146   | + 16 tours          |
| 45      | GTD     | 12 | Vasser-Sullivan Racing                 | Frankie Montecalvo Aaron Telitz Richard Heistand (de) | Lexus RC F GT3                          | M     | 147   | + 15 tours          |
| 45      | GTD     | 12 | Vasser-Sullivan Racing                 | Frankie Montecalvo Aaron Telitz Richard Heistand (de) | Toyota 2UR 5,0 L V8 Atmo                | M     | 147   | + 15 tours          |
| 46 Abd. | LMP3    | 13 | AWA                                    | Orey Fidani Kyle Marcelli Lars Kern                   | Duqueine M30 - D08                      | M     | 43    |                     |
| 46 Abd. | LMP3    | 13 | AWA                                    | Orey Fidani Kyle Marcelli Lars Kern                   | Nissan VK56DE 5,6 L V8 Atmo             | M     | 43    |                     |
| 47 Abd. | LMP3    | 6  | Mühlner Motorsports America            | Ugo de Wilde Danny Formal Dillon Machavern            | Duqueine M30 - D08                      | M     | 35    |                     |
| 47 Abd. | LMP3    | 6  | Mühlner Motorsports America            | Ugo de Wilde Danny Formal Dillon Machavern            | Nissan VK56DE 5,6 L V8 Atmo             | M     | 35    |                     |
| 48      | LMP3    | 36 | Andretti Autosport                     | Jarett Andretti (en) Josh Burdon (en) Gabby Chaves    | Ligier JS P320                          | M     | 153   | + 9 tours           |
| 48      | LMP3    | 36 | Andretti Autosport                     | Jarett Andretti (en) Josh Burdon (en) Gabby Chaves    | Nissan VK56DE 5,6 L V8 Atmo             | M     | 153   | + 9 tours           |

## Pole position et record du tour
- Pole position :  Tom Blomqvist (#60 Meyer Shank Racing) en 1 min 29 s 580
- Meilleur tour en course :  Filipe Albuquerque (#10 Konica Minolta Acura) en 1 min 30 s 790

## Tours en tête
- no 10 Acura ARX-05 - Konica Minolta Acura : 84 tours (1-24 / 39-57 / 70-82 / 95-108 / 149-162)[5]
- no 60 Acura ARX-05 - Meyer Shank Racing : 73 tours (25-38 / 58-69 / 83-94 / 109-148)

## À noter
- Longueur du circuit : 3,4 mi
- Distance parcourue par les vainqueurs : 550,8 mi